# 盘耳衣属
盘耳衣属（学名：Elixia）是盘耳衣科下的一个属。

## 下属物种
本属包括以下物种：
- Elixia cretica T.Sprib. & Lumbsch
- 盘耳衣 Elixia flexella (Ach.) Lumbsch